# 오하타 류야
오하타 류야(일본어: 大畑 隆也, 1997년 10월 12일~)는 일본의 축구 선수이다.

## 구단 경력
그는 2020년 일본 풋볼 리그의 테게바자로 미야자키에 입단했다. 2020년 일본 풋볼 리그 준우승으로 J3리그로 승격했다. 2022년 카탈레 도야마로 이적했다. 2023년까지 63경기에 출전하여, 1득점을 넣었다. 2024년 J2리그의 더스파 군마로 이적했다. 2024년후 J3리그에 강등했다.